# Knudsonara
× Knudsonara, (abreviado Knud) en el comercio, es un híbrido intergenérico entre los géneros de orquídeas Ascocentrum × Neofinetia × Renanthera × Rhynchostylis × Vanda. Fue publicado en Orchid Rev. 89(1056) cppo: 8 (1981).